# Mięsień pierścienno-nagłośniowy
Mięsień pierścienno-nagłośniowy (łac. musculus cricoepiglotticus) – w anatomii człowieka mięsień krtani. Występuje niestale, jako odmiana anatomiczna. Zaczyna się na chrząstce pierścieniowatej a kończy na chrząstce nagłośni.  Bierze udział w zwężaniu wejścia do krtani.